# Raúl Cámara
Raúl Miguel Cámara (Madrid, 28 febbraio 1984) è un ex calciatore spagnolo, di ruolo difensore.

## Caratteristiche tecniche
È un terzino destro.